# George van Egmont
George of Joris van Egmont (Egmond, ca. 1504 - Saint-Amand, 26 september 1559) was bisschop van Utrecht van 1534 tot 1559.
George was een zoon van Jan III van Egmont. In 1526 werd hij kanunnik en later deken van het kapittel te Luik. Hij werd in 1528 aangesteld als een van de voogden voor Lamoraal van Egmont nadat diens vader Jan IV van Egmont overleden was. Hij werd abt van Saint-Amand ten zuiden van Doornik. Keizer Karel V benoemde hem tot bisschop van Utrecht als gunst tegenover de Nederlandse adel.  Aangezien hij eerst nog tot priester gewijd moest worden vond zijn bisschopswijding pas een jaar later plaats. George bleef in Saint-Amand gevestigd en liet het bisdom door een vicaris besturen. Hij trad zonder veel succes op tegen de opkomst van de lutheranen. Na zijn dood werd hij in zijn abdij begraven, maar zijn hart werd bijgezet in een cenotaaf in de Dom van Utrecht.
Een portret van George van Egmont uit ca. 1535, geschilderd door Jan van Scorel, wordt bewaard in het Rijksmuseum in Amsterdam.

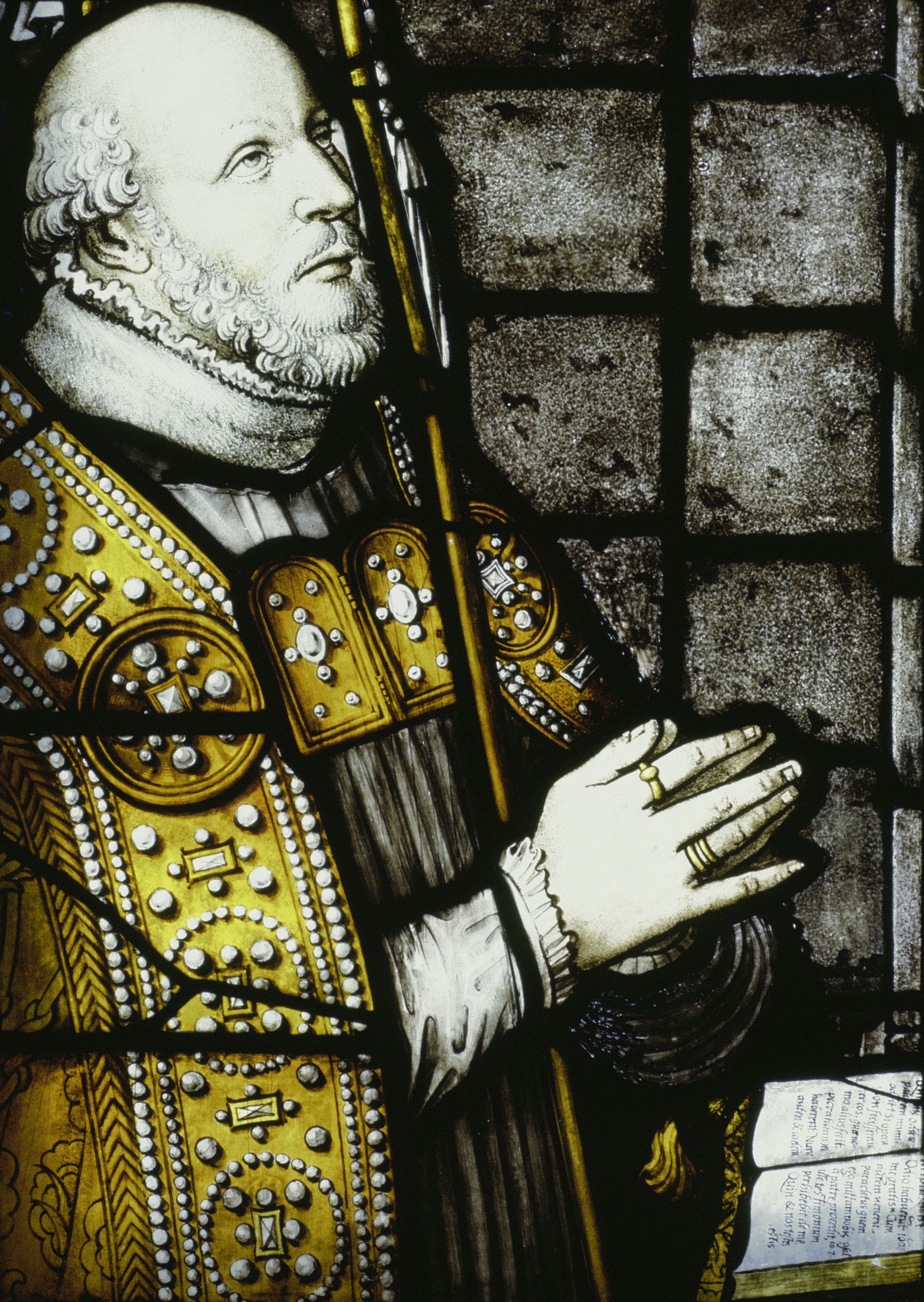
George van Egmont op een door hem geschonken glas in de Sint-Janskerk in Gouda
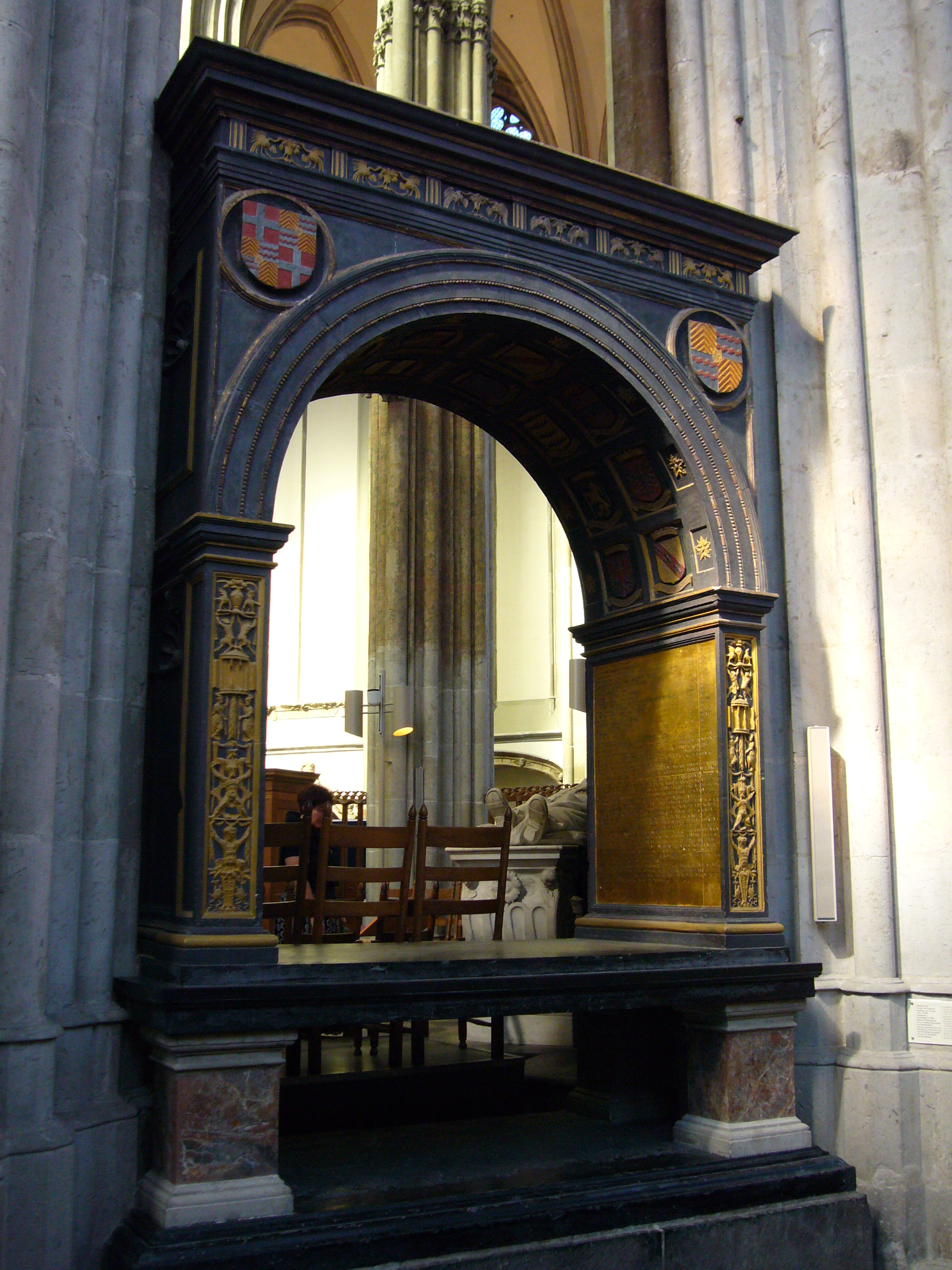
Cenotaaf van George van Egmont in de Dom van Utrecht

- Biografisch Portaal: 36087436
- Digitale Bibliotheek voor de Nederlandse Letteren: egmo010
- Gemeinsame Normdatei: 121155625
- Nationale Bibliotheek van Tsjechië: ola2010596141
- Virtual International Authority File: 47610666
- WorldCat: E39PBJdctHKckRJJyqmjWRyDbd